# Occidentisme
 (novembre 2010).
Si vous disposez d'ouvrages ou d'articles de référence ou si vous connaissez des sites web de qualité traitant du thème abordé ici, merci de compléter l'article en donnant les références utiles à sa vérifiabilité et en les liant à la section « Notes et références ».
L'occidentisme est un concept utilisé par Alexandre Zinoviev permettant de distinguer la définition concrète d'Occident (l'ensemble des pays et de peuples) de celle abstraite incluant l'ensemble de phénomènes liés au caractère spécifique de tel ou tel pays (démocratie, capitalisme, pluralisme, société ouverte...).
Le terme occidentisme désigne ainsi le « modèle social des pays occidentaux, ce qui leur est commun et se reflète dans l'utilisation abstraite du mot « Occident » et le vocabulaire de la politique, de l'idéologie et de la propagande ».
Dans ce phénomène social complexe et unitaire on trouve à la fois le capitalisme, la démocratie et le socialisme (le communisme).